# گالتین (تگزاس)
گالتین، تگزاس (به انگلیسی: Gallatin, Texas) یک شهر در ایالات متحده آمریکا با جمعیت ۴۱۹ نفر است که در تگزاس واقع شده‌است.

## موقعیت جغرافیایی
موقعیت جغرافیایی شهرها و مناطق اطراف به شرح زیر است: